# アンジェロ・スキアビオ
アンジェロ・スキアビオ（Angelo Schiavio、1905年10月15日 - 1990年4月17日）は、イタリア・ボローニャ出身の元同国代表サッカー選手。ポジションはFW。
イタリア代表の選手としては初めてとなるハットトリックを達成した。
1934年に行われた第2回ワールドカップ・イタリア大会で4得点を挙げ、イタリア代表の初優勝に貢献した。エトムント・コーネン、オルドリッヒ・ネイエドリーと並び得点王になったとされていたが、2006年11月10日、FIFAがネイエドリーによる得点を5得点に修正したため、得点王ではなくなった。
クラブではボローニャFCに所属し、1931-32シーズンには25得点を挙げセリエA得点王になる。